# Рэнардсмюнстер
Рэнардсмюнстер (фр. Reinhardsmunster) — коммуна на северо-востоке Франции в регионе Гранд-Эст (бывший Эльзас — Шампань — Арденны — Лотарингия), департамент Нижний Рейн, округ Саверн, кантон Саверн. До марта 2015 года коммуна административно входила в состав упразднённого кантона Мармутье (округ Саверн).
Площадь коммуны — 18,63 км², население — 444 человека (2006) с тенденцией к росту: 462 человека (2013), плотность населения — 24,8 чел/км².

## Население
Население коммуны в 2011 году составляло 471 человек, в 2012 году — 469 человек, а в 2013-м — 462 человека.
| 1962 | 1968 | 1975 | 1982 | 1990 | 1999 | 2006 | 2008 | 2011 | 2012 | 2013 |
| ---- | ---- | ---- | ---- | ---- | ---- | ---- | ---- | ---- | ---- | ---- |
| 381  | 326  | 303  | 331  | 366  | 402  | 444  | 466  | 471  | 469  | 462  |

Динамика населения:

## Экономика
В 2010 году из 316 человек трудоспособного возраста (от 15 до 64 лет) 247 были экономически активными, 69 — неактивными (показатель активности 78,2 %, в 1999 году — 73,6 %). Из 247 активных трудоспособных жителей работали 230 человек (121 мужчина и 109 женщин), 17 числились безработными (9 мужчин и 8 женщин). Среди 69 трудоспособных неактивных граждан 22 были учениками либо студентами, 35 — пенсионерами, а ещё 12 — были неактивны в силу других причин.

## Достопримечательности (фотогалерея)
- Здание мэрии
- Здание школы
- Бывший дом приходского священника
- Церковь Сен-Леже
- Интерьер, вид на алтарь
- Дарохранительница в алтаре
- Средневековое захоронение